# Utricularia reflexa
Utricularia reflexa — вид рослин із родини пухирникових (Lentibulariaceae).

## Біоморфологічна характеристика
Столони від ниткоподібних до відносно товстих і м'ясистих, до 50 см і більше в довжину й 0.3–3.0 мм у товщину, голі чи ± густо вкриті простими чи зірчастими волосками, які поширюються також на пастки, базальну частину листків і ніжки листків; міжвузля 2–10(15) мм. Ризоїди зазвичай відсутні, але якщо вони присутні, то капілярні й 3–5 мм завдовжки. Листки дуже численні, пальчасто розділені до основи на 2–5 первинних яйцюватих сегментів, 3–30 мм завдовжки; кінцеві сегменти капілярні. Пастки дуже різноманітні за кількістю та розміром, яйцеподібні, з короткими ніжками; рот боковий; верхня губа з 2 простими чи рясно розгалуженими волосками; нижня губа гола чи з коротшими простими волосками. Суцвіття бічні, 1.5–18 см завдовжки; квіток 1–3(4), віддалені. Частки чашечки нерівні, широко яйцюваті, 1–2 мм завдовжки, ледь зрослі, верхівка тупа або закруглена. Віночок від блідо до насичено-жовтого, зазвичай з бурими або червонуватими жилками, ± густо вкриті зовні тонкими короткими волосками, рідше голі, 3–15 мм завдовжки; верхня губа в 1.5–3 довша від верхньої чашечкової частки, верхівка зрізана чи округла, цільна чи вирізана; у нижньої губи верхівка ± вирізана чи 2-лопатева; піднебіння підняте, розширене; шпора циліндрична, ± довжиною з нижню губу. Коробочка куляста, 3–4 мм в діаметрі, малонасінна. Насіння лінзоподібне, кутасте, 0.4–0.8 мм ушир, часто вузькокриле на кутах.

## Середовище проживання
Зростає у тропічній Африці й на південь до Мадагаскару: Південна Африка (Лімпопо, Квазулу-Натал), Намібія, Ботсвана, пн.-сх. Зімбабве, Мадагаскар, Сенегал, Гамбія, Малі, Гвінея, Сьєрра-Леоне, Кот-д'Івуар, Гана, Буркіна-Фасо, Того, Бенін, Нігер, Нігерія, Камерун, Чад, Центральноафриканська Республіка, Габон, ДР Конго [Заїр], Конго [Браззавіль], Бурунді, Південний Судан, Уганда, Кенія, Танзанія, Малаві, Замбія, Гвінея-Бісау, Ангола.
Цей вид зазвичай росте у вигляді завислих водних рослин у болотах, болотистих місцевостях, басейнах, озерах та частинах річок, що повільно рухаються.

## Використання
Вид культивується невеликою кількістю ентузіастів роду. Торгівля незначна.